# Hexatoma (Eriocera) tuberculata
Hexatoma (Eriocera) tuberculata is een tweevleugelige uit de familie steltmuggen (Limoniidae). De soort komt voor in het Oriëntaals gebied.